# Power Macintosh 6400
De Power Macintosh 6400 (ook aangeboden als de Performa 6400-serie) is een personal computer die ontworpen, gefabriceerd en verkocht werd door Apple Computer van augustus 1996 tot augustus 1997. Het is het laatste Performa-model dat door Apple werd uitgebracht en tevens de enige computer in de Performa-reeks met een mini-towerbehuizing.

## Ontwerp
Moederbord: De 6400 gebruikt hetzelfde moederbord (codenaam "Alchemy") als de alles-in-één 5400 en Performa 6360 desktopcomputer. Alchemy werd algemeen beschouwd als een beter moederbord dan dat van zijn 5200/6200 voorgangers omdat het een 64-bit datapad had naar het centraal werkgeheugen.
CPU: Alle 6400 modellen zijn uitgerust met een PowerPC 603ev-processor die op het moederbord gesoldeerd is. Alhoewel aanvankelijk gedacht werd dat de CPU niet geüpgraded kon worden, zijn er toch upgrades op de markt gebracht die deze CPU via het L2-cacheslot buitenspel zetten.
Geluid: De nieuwe "InstaTower"-behuizing beschikte over een ingebouwde subwoofer. Een regelaar aan de achterkant van de behuizing controleerde het basniveau van de subwoofer. Dit werkte alleen wanneer er externe luidsprekers aangesloten waren. Er zijn twee audio-uitgangen: een vooraan en een achteraan. Wanneer er vooraan een koptelefoon aangesloten is worden de interne luidspreker en de achterste audio-uitgang uitgeschakeld.
Uitbreiding: Er zijn twee PCI-slots en een Apple Communication Slot waar een AAUI-, ethernet- of modemkaart ingeplugd kon worden. NuBus-kaarten werden niet ondersteund.
Systeemsoftware: De Performa 6400/180 en 6400/200 werden geleverd met System 7.5.3 Revision 2.1. Deze versie was specifiek voor deze machines bedoeld omdat er stabiliteitsproblemen waren met System 7.5.3 Release 2, meer bepaald met de videokaart en met bestandsuitwisseling via LocalTalk.

## Modellen
Beschikbaar vanaf 5 augustus 1996:
- Macintosh Performa 6400/180: Een 6400 voor de Noord-Amerikaanse consumentenmarkt met een 180 MHz CPU.[6]
- Macintosh Performa 6400/200: Een 6400 voor de Noord-Amerikaanse consumentenmarkt met een 200 MHz CPU.[7]
- Macintosh Performa 6400/200 Video Editing Edition: Een Performa 6400/200 met 32 MB RAM, een Avid Cinema video I/O card en videobewerkingssoftware[3]

Beschikbaar vanaf 1 oktober 1996:
- Power Macintosh 6400/200: basisversie voor de Noord-Amerikaanse en Britse onderwijsmarkt.[8][9]

Beschikbaar vanaf 12 november 1996:
- Macintosh Performa 6410: Performa 6400/180 aangeboden op de Europese en Aziatische markt.[10][11]
- Macintosh Performa 6420: Performa 6400/200 aangeboden op de Europese en Aziatische markt.[12][13]

## Specificaties
- Processor: PowerPC 603ev @ 180, 200 MHz
- FPU: geïntegreerd in de processor
- PMMU: geïntegreerd in de processor
- Systeembus snelheid: 40 MHz
- ROM-grootte: 4 MB
- Databus: 64 bit
- RAM-type: 70 ns 168-pin DIMM
- Standaard RAM-geheugen: 16 MB
  - Uitbreidbaar tot maximaal 136 MB
  - RAM-sleuven: 2
- Standaard video-geheugen: 1 MB VRAM
  - Uitbreidbaar tot maximaal 1 MB VRAM
- Standaard diskettestation: 3,5-inch, 1,44 MB (manueel)
- Standaard harde schijf: 2,4 GB (IDE)
- Standaard optische schijf: 8x CD-ROM
- Uitbreidingssleuven: 2 PCI, Comm, Video I/O, TV
- Type batterij: 4,5 volt Alkaline
- Uitgangen:
  - 1 ADB-poort (mini-DIN 4) voor toetsenbord en muis
  - 1 video-poort (DB-15)
  - 1 SCSI-poort (DB-25)
  - 2 seriële GeoPort poorten (mini-DIN-9)
  - 1 audio-in (3,5 mm jackplug)
  - 1 audio-out (3,5 mm jackplug)
  - 1 microfoon (3,5 mm jackplug)
  - 1 koptelefoon (3,5 mm jackplug)
  - 1 ethernet (RJ-45)[a]
- Ondersteunde systeemversies: 7.5.3 t/m 9.1
- Afmetingen: 41 cm × 20 cm × 43 cm  (hxbxd)
- Gewicht: 20,2 kg

Uit productie: 1984: Macintosh 128K, Macintosh 512K · 1985: Macintosh XL · 1986: Macintosh Plus · 1987: Macintosh II, Macintosh SE · 1988: Macintosh IIx · 1989: Macintosh SE/30, Macintosh IIcx, Macintosh IIci, Macintosh Portable · 1990: Macintosh IIfx, Macintosh Classic, Macintosh IIsi, Macintosh LC serie · 1991: Macintosh Quadra 700, Macintosh Quadra 900, Apple PowerBook · Macintosh Classic II · 1992: Macintosh IIvx, Macintosh Quadra 950, PowerBook Duo, Macintosh Performa serie · 1993: Macintosh Centris serie, Macintosh Color Classic, Macintosh TV · Apple Workgroup Server · 1994: Power Macintosh · 1997: Power Macintosh G3, PowerBook G3, Twentieth Anniversary Macintosh · 1998: iMac · 1999: iBook, Power Mac G4 · 2000: Power Mac G4 Cube · 2001: PowerBook G4 · 2002: eMac, iMac G4 · 2003: Xserve, Power Mac G5 · 2004: iMac G5 · 2005: Mac mini · 2006: MacBook · 2015: MacBook (Retina) · 2017: iMac Pro

Huidige modellen: MacBook Air, MacBook Pro, iMac, Mac mini, Mac Studio, Mac Pro